# Цзяньань
Цзяньа́нь (кит. упр. 建安, пиньинь Jiàn'ān) — район городского подчинения городского округа Сюйчан провинции Хэнань (КНР).

## История
Утверждается, что во времена легендарных первых императоров был племенной вождь Сюй Ю (许由), поселившийся в этих местах на берегах реки Иншуй (Инхэ, Инчуань) — отсюда и пошло название «Сюй» для этих мест. В эпоху Чжоу в этих местах находилось царство Сюй (许国). При империи Цинь был создан уезд Сюйсянь (许县). При империи Цинь либо при империи Хань также был создан уезд Инъинь (颍阴县).
В конце империи Хань Цао Цао в 196 году перевёз в эти места императора Сянь-ди, в результате чего уезд Сюйсянь стал временной столицей империи. После наступления эпохи Троецарствия эти земли оказались в составе царства Вэй, и в 221 году Цао Пэй в память о том, что расцвет Вэй начался именно с уезда Сюйсянь, повелел переименовать уезд в «Сюйчан» («расцветающий Сюй»).
В эпоху Южных и Северных династий в 423 году во время войны между Северной Вэй и Южной Сун административный центр уезда Сюйчан был разрушен, и власти округа Инчуань были вынуждены перебраться оттуда в остававшийся под контролем Северной Вэй Чаншэ (长社县, современный Чангэ). В 446 году уезд Инъинь был присоединён к уезду Линьин (临颍县). При империи Восточная Вэй в 534 году была создана область Инчжоу (颍州), власти которой разместились в Чаншэ. В 539 году был вновь создан уезд Инъинь. В 549 году областные власти опять переехали в Инъинь, а область Инчжоу была при этом переименована в Чжэнчоу (郑州). При империи Северная Ци область Чжэнчжоу была переименована в Сюйчжоу (许州), а уезд Инъинь — в Чаншэ.
При империи Суй в 583 году уезд Чаншэ был переименован в Инчуань (颍川县). В 607 году область Сюйчжоу была переименована в округ Инчуань (颍川郡).
При империи Тан в 621 году опять была создана область Сюйчжоу, а уезд Инчуань был снова переименован в Чаншэ.
При империи Поздняя Тан из-за практики табу на имена, чтобы избежать использования входившего в личное имя императора Ли Гочана иероглифа «чан», уезд Сюйчан был в 924 году переименован в Сюйтянь (许田县). При империи Сун в 1071 году уезд Сюйтянь был присоединён к уезду Чаншэ.
При империи Мин в 1368 году уезд Чаншэ был расформирован, а его земли перешли под непосредственное управление органов власти области Сюйчжоу. При империи Цин в 1724 году область Сюйчжоу была поднята в статусе до «непосредственно управляемой» (то есть стала подчиняться напрямую властям провинции, минуя промежуточное звено в виде управы). В 1734 году область Сюйчжоу была поднята в статусе до управы, но в 1741 году была вновь понижена до непосредственно управляемой области. После Синьхайской революции в Китае была проведена реформа структуры административного деления, и области с управами были упразднены; в 1913 году на территории, ранее напрямую управлявшейся властями Сюйчжоуской области, был создан уезд Сюйчан (许昌县).
В 1947 году урбанизированная часть уезда Сюйчан была выделена в отдельный город Сюйчан.
В 1949 году был создан Специальный район Сюйчан (许昌专区), и уезд вошёл в его состав. В 1960 году уезд Сюйчан был присоединён к городу Сюйчан, но в 1961 году был воссоздан. В 1969 году Специальный район Сюйчан был переименован в Округ Сюйчан (许昌地区). В 1986 году постановлением Госсовета КНР были расформированы округ Сюйчан и город Сюйчан, и образован городской округ Сюйчан.
В 2016 году уезд Сюйчан был преобразован в район городского подчинения Цзяньань.

## Административное деление
Район делится на 7 посёлков, 8 волостей и 1 национальную волость.